# Село имени Гагарина (Чуйская область)
Имени Гагарина (кирг. Гагарин) — село в Ысык-Атинском районе Чуйской области Кыргызстана. Входит в состав Джээкского айылного аймака.

## География
Село расположено на севере центральной части области, на левом берегу реки Ысык-Ата, на расстоянии приблизительно 4 километров (по прямой) к юго-востоку от города Кант, административного центра района. Абсолютная высота — 776 метров над уровнем моря.

## Население
Согласно оценочным данным Национального статистического комитета Кыргызской Республики, численность населения села на начало 2023 года составляла 450 человек.
| год     | 2009 | 2014 | 2015 | 2020 | 2021 | 2023 |
| ------- | ---- | ---- | ---- | ---- | ---- | ---- |
| человек | 339  | 498  | 376  | 478  | 456  | 450  |